# Rhinophylla
Rhinophylla é um gênero de morcegos frugívoros da família Phyllostomidae, subfamília Rhinophyllinae. São caracterizados por possuírem o arco zigomático incompleto e não possuírem cauda.
O gênero é endêmico da América do Sul, ocorrendo na porção cis-andina do Equador e Colômbia, e a leste dos antes na Colômbia, Venezuela, Guianas, Suriname, Equador, Peru, Bolívia e Brasil.

## Taxonomia
Por compartilhar um arco zigomático incompleto e possuir uma morfologia dentária similar, Rhinophylla foi tradicionalmente classificado junto com Carollia na subfamília Carolliinae. Contudo, estudos moleculares recuperaram Rhinophylla como o grupo-irmão de Stenodermatinae, formando um clado nomeado por alguns autores de "Nullicauda", devido aos membros não possuírem cauda.
Devido à sua posição filogenética, optou-se por classificar Rhinophylla em uma subfamília própria, Rhinophyllinae, e Carollia como o único gênero da subfamília Carolliinae.

## Espécies
- Rhinophylla alethina Handley, 1966
- Rhinophylla fischerae Carter, 1966
- Rhinophylla pumilio Peters, 1865